# Palazzo Settimanni
Palazzo Settimanni si trova a Firenze in via delle Caldaie 5, angolo via dei Preti.

## Storia e descrizione

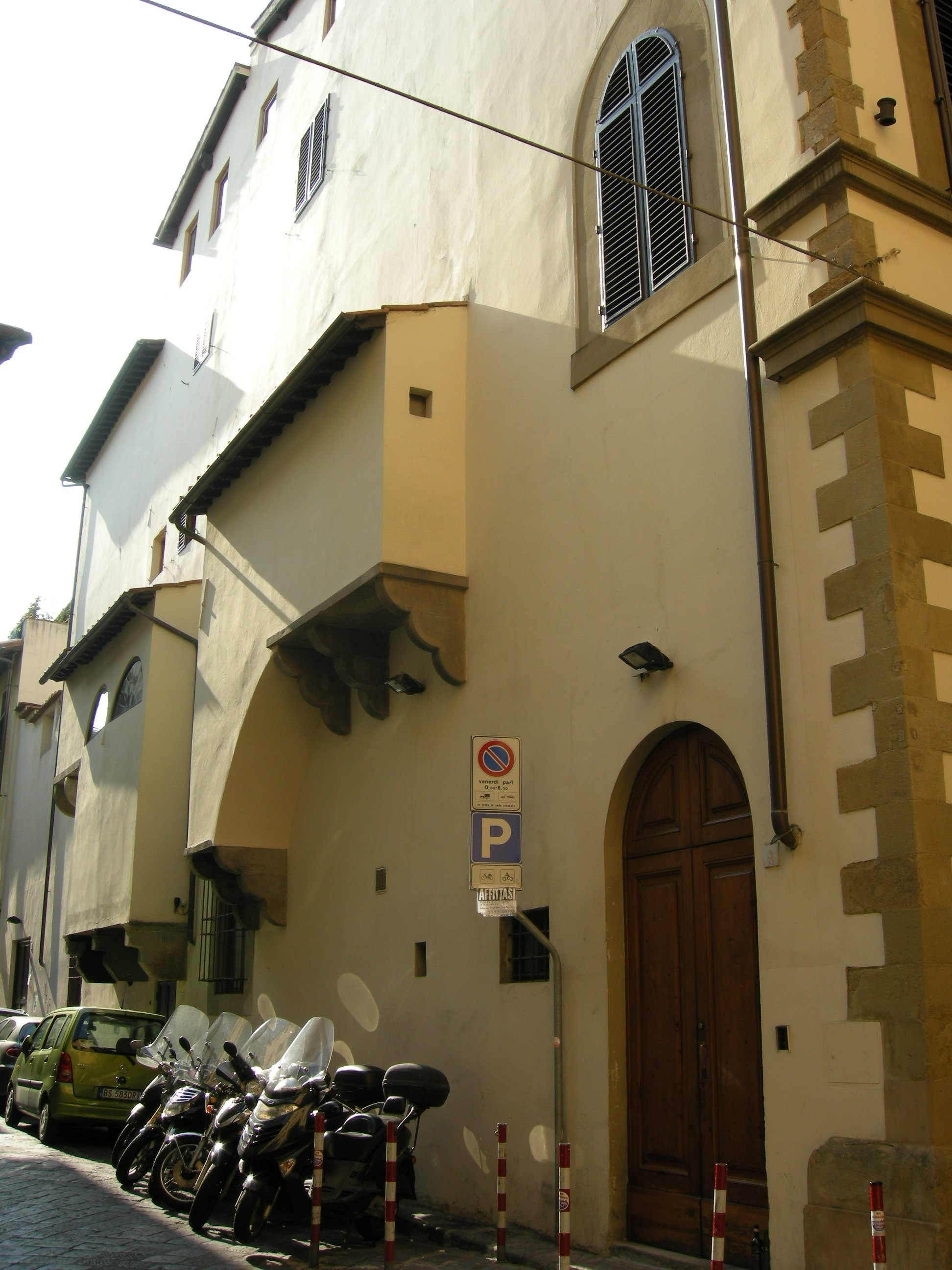
Palazzo Settimanni su via dei Preti

Il palazzo è di origine cinquecentesca e adotta soluzioni architettoniche ardite per l'epoca, come le finestre ad oblò che decorano il sottotetto.
La facciata è decorata da un ampio portale tra lesene, con finestre rettangolari al piano terra e centinate (ad arco) al piano nobile, con una doppia sottolineatura della cornice marcapiano e marcadavanzale. I fianchi rinforzati con pietra a vista e la gronda aggettante, con piccolo cornicione in pietra, incorniciano l'insieme. Sul prospetto laterale di via dei Preti il palazzo è caratterizzato da forme più irregolari, legate ad edifici pre-esistenti, tra cui avancorpi sporgenti sorretti da sporti. 
Dagli 1953 è sede, showroom e Archivio storico della casa di moda Gucci.